# Live au Bataclan 1973
Albums de Gong
Live at Sheffield 74
(1990) Shapeshifter
(1992)
Live au Bataclan 1973 est un album du groupe Gong sorti en 1990. C'est, comme son nom l'indique, un enregistrement du concert donné au Bataclan à Paris en mai 1973. 

## Titres
| No  | Titre                       | Durée |
| --- | --------------------------- | ----- |
| 1.  | Introduction - Tout Va Bien | 1:28  |
| 2.  | Dynamite - I'm Your Animal  | 17:04 |
| 3.  | Tic Toc                     | 5:52  |
| 4.  | Taliesin                    | 6:58  |
| 5.  | Inside Your Head            | 4:43  |
| 6.  | You Can't Kill Me           | 7:04  |
| 7.  | Flute Salad                 | 4:26  |
| 8.  | Pussy                       | 5:55  |
| 9.  | Radio Gnome I & II          | 7:00  |
| 10. | Flying Teapot               | 9:36  |
| 11. | Wet Drum Sandwich (Encore)  | 6:39  |

## Credits
- Daevid Allen : guitare, chant
- Steve Hillage : guitare
- Mike Howlett : basse
- Pierre Moerlen : batterie
- Gilli Smyth : space whisper, chant
- Tim Blake  : synthétiseur
- Didier Malherbe : saxophone, flûte
- Venux Deluxe : mixage